# براد سميث (لاعب مواليد 1994)
برادلي شون سميث (بالإنجليزية: Brad Smith)‏ مواليد 9 أبريل 1994 في نيوساوث ويلز، أستراليا، هو لاعب كرة قدم أسترالي يلعب مع دي.سي. يونايتد الأمريكي كمدافع. مثّل منتخب أستراليا لكرة القدم.

## المسيرة الاحترافية

### أندية لعب لها
- نادي ليفربول

## روابط خارجية
- براد سميث على موقع الاتحاد الأوربي (الإنجليزية)
- براد سميث على موقع الدوري الأمريكي (الإنجليزية)
- براد سميث على موقع قاعدة بيانات كرة القدم.إي يو (الإنجليزية)
- براد سميث على موقع ناشيونال فوتبول تيمز (الإنجليزية)
- براد سميث على موقع Soccerbase.com (لاعب) (الإنجليزية)
- براد سميث على موقع Soccerway.com (الإنجليزية)
- براد سميث على موقع عالم كرة القدم.نت (الإنجليزية)
- براد سميث على موقع AS.com (الإسبانية)